# Arboreto Labadie
El arboreto Labadie, también conocido como Emile Labadie Arboretum o Merritt College Arboretum, es un arboreto y jardín botánico, administrado por el departamento Landscape Horticulture (Horticultura del Paisajismo) de la universidad privada Merritt College de Oakland, California, Estados Unidos. Se ubica en el campus de 3 hectáreas de la universidad.

## Historia
El arboreto está nombrado en honor a Emile Labadie, un  profesor del departamento de horticultura tenido en gran estima y que también trabajó para el Departamento de Agricultura de San Mateo.
En la actualidad el arboreto es primordialmente un recurso educativo para los cursos del departamento de Landscape Horticulture.

## Colecciones
- Huerto de árboles frutales
- Cultivo de Hongos
- Lechos florales
- Invernaderos
- Bosquete de robles
- Sección de hierbas de uso en la cocina
- Jardín de hierbas
- Colección de Salvias

## Actividades
El Arboreto promueve la sostenibilidad en el Merritt College de numerosas formas, muchas de las cuales no son visibles cara al gran público.
- Permacultura, el Merritt College es uno de los primeros en ofrecer un certificado de "Permaculture Design" (Diseño en Permacultura) en el que se ofrecen unos conocimientos afianzados en granjas orgánicas, técnicas ahorradoras de agua, y edificios ecológicos.
- Arquitectura del Paisaje